# 루차바시

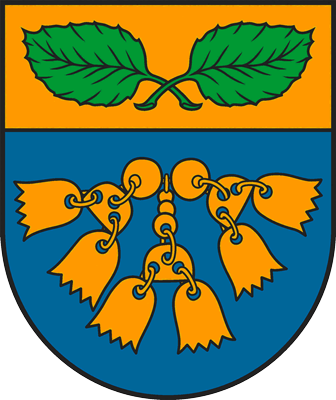
시 문장

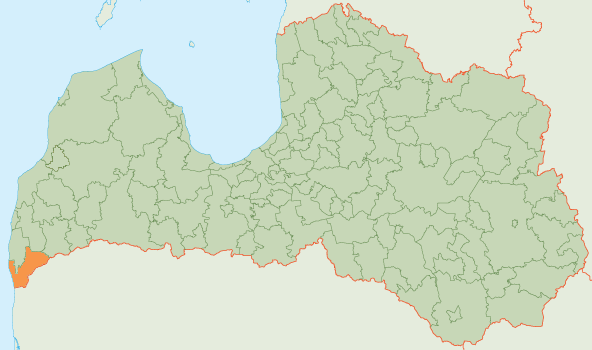
루차바 시의 위치

루차바시(라트비아어: Rucavas novads)는 라트비아의 지방 자치체로 행정 중심지는 루차바이며 면적은 448.6km2, 인구는 2,000명(2010년 기준), 인구 밀도는 4.5명/km2이다. 2개 교구를 관할한다.